# Rob Arnold
Rob Arnold (* 3. ledna 1980) je člen a kytarista americké metalové kapely Chimaira. V rozhovoru pro Roadrunner Records jmenoval jako své vzory co ovlivnily jeho styl hraní Kirka Hammetta, Dimebaga Darrella, Davea Mustaina, Martyho Friedmana a Kerryho Kinga. Některé z jeho oblíbených kapel jsou Metallica, Megadeth, Slayer, Pantera, Sepultura a Cannibal Corpse. Rob Arnold hrál původně v kapele Sanctum a později se připojil k Chimaire.